# Frejleche kabzonim
Frejleche kabzonim (jiddisch פריילעכע קבצנים, dt. Fröhliche Bettler, polnischer Titel Weseli biedacy) ist ein jiddischsprachiger Film von 1937, der in Polen produziert wurde.
Die Premiere fand am 24. März 1937 in Warschau statt, mit dem Komikerduo Dzigan und Schumacher in den Hauptrollen.

## Handlung
Schumacher und Dzigan spielen zwei optimistische Schlemihle aus einem Schtetl, den Uhrmacher Naftali und den Schneider Kopel. Bei einem Spaziergang stoßen sie auf eine Pfütze mit ausgelaufenem Kerosin und glauben, eine Ölquelle gefunden zu haben. Sie schmieden große Pläne und erzählen ihren Frauen von ihrem Fund unter dem Versprechen, das Ganze geheim zu halten. Am nächsten Tag weiß das ganze Schtetl davon, und eine Komödie der Irrungen beginnt. Alle wollen sich an dem Unternehmen beteiligen, darunter auch ein lokaler Millionär und ein amerikanischer Tourist.